# Pekuliärer Stern
In der Astrophysik werden Sterne als pekuliäre Sterne oder auch als chemisch pekuliäre Sterne (lateinisch peculiaris: besonders, eigentümlich) oder kurz CP-Sterne bezeichnet, die ungewöhnliche Metallhäufigkeiten zumindest in der oberflächennahen Schicht ihrer Sternatmosphäre, der Photosphäre, besitzen.
Die Entdeckung chemisch pekuliärer Sterne geht auf Antonia Maury, US-amerikanische Astronomin am Harvard-College-Observatorium, zurück, die stellare Spektren beobachtete und im Jahr 1897 einen Katalog von Sternen-Klassifikationen veröffentlichte. Sie entdeckte erstmals Abweichungen in den Spektren einiger Sterne. Die Existenz starker Magnetfelder bei CP-Sternen wurde 1948 von Horace W. Babcock mit dem Zeeman-Effekt begründet.
Der erste spektroskopische Nachweis von CP-Sternen in den Magellanschen Wolken gelang im Jahr 2010.

## Übersicht
Diese heißen pekuliären Sterne wurden basierend auf ihren Spektren in 4 Hauptklassen unterteilt, obwohl manchmal auch nur 2 Klassifizierungssysteme benutzt werden:
| Klassenname              | Alternativbezeichnung | Kürzel | Kommentar |
| ------------------------ | --------------------- | ------ | --- |
| Metalllinien-Stern       | Am-Stern              | CP1    | häufig starke und manchmal variable Absorptionsspektren von Zink, Strontium, Zirconium, Barium. Mangel an anderen Metallen wie z. B. Calcium und Scandium                                                                               |
| Ap und Bp                | -                     | CP2    | Ap- und Bp-Sterne zeigen Häufigkeiten an Metallen wie Strontium, Chrom und Europium auf; zusätzlich auch an Praseodym und Neodym |
| Quecksilber-Mangan-Stern | HgMn-Stern            | CP3    | Quecksilber-Mangan-Sterne mit auffallenden Spektrallinien durch ionisiertes Quecksilber. Überschuss an chemischen Elementen wie Phosphor, Mangan, Gallium, Strontium, Yttrium, Zirkonium, Platin und Quecksilber in der Sternatmosphäre |
| Heliumarmer-Stern        | -                     | CP4    | heliumarm; schwache He-Linien |

Der Klassenname ergibt sich aus den Besonderheiten der jeweiligen Klasse im Vergleich zu den Hauptreihen-Sternen.

## Eigenschaften
Diese chemisch pekuliären Sterne sind weit verbreitet unter den heißen wasserstofffusionierenden Sternen und gehören der Hauptreihe an. Beobachtet wurden jedoch auch kühle CP-Sterne (Spektraltyp G und später) sowie ungewöhnliche Zusammensetzungen bei Kohlenstoffsternen und Sternen vom Spektraltyp S.

### Metalllinien-Sterne
Die Am-Sterne (CP1-Sterne) zeigen nur schwache Spektrallinien von einfach ionisertem Kalzium und/oder Scandium, aber Überhäufigkeiten an schweren Metallen wie Zink, Strontium, Zirconium und Barium.
Sie tendieren zu langsamen Rotationsgeschwindigkeiten und besitzen Effektivtemperaturen zwischen 7000 K und 10000 K.

### Ap- und Bp Sterne
Die Ap- und Bp-Sterne (CP2-Sterne) haben typischerweise charakteristisch starke Magnetfelder, Überhäufigkeiten an Elementen wie Silizium, Chrom, Strontium und Europium, sowie auch an Praseodym und Neodym und sind in ihrer Mehrheit auch langsam drehende Sterne. Die Effektivtemperaturen dieses Typs liegt zwischen 8000 K und 15000 K, wobei sich die Bestimmung der Effektivtemperatur generell bei den pekuliären Sternen, aufgrund ihrer komplexen Atmosphärenstrukturen, als schwierig darstellt.

### Quecksilber-Mangan-Sterne
Die HgMn-Sterne (CP3-Sterne) werden klassisch auch unter den Ap-Sternen geführt, besitzen allerdings nicht wie diese jene starken Magnetfelder. Sie zeigen, wie ihr Name bereits verrät, starke Spektrallinien einfach ionisierten Quecksilbers (Hg) und Mangans (Mn). Sie besitzen sehr langsame Rotationsgeschwindigkeit, selbst verglichen mit dem Standard der anderen Typen der CP-Sterne. Der Effektivtemperaturbereich liegt bei den Quecksilber-Mangan-Sternen zwischen 10000 K und 15000 K.

### Heliumarme Sterne
Die heliumarmen Sterne (CP4-Sterne) zeigen signifikant schwächere Helium-Linien als man es nach ihrer klassischen Photometrie im UBV-System Johnsons erwarten dürfte.

### Zusammenfassung
Grundsätzlich wird angenommen, dass die besonderen Oberflächenzusammensetzungen, die bei diesen CP-Sternen zu beobachten sind, erst durch Prozesse nach der Sternentstehung verursacht werden; dieses wären einerseits die Diffusion anderseits auch durch das Magnetfeld herbeigeführte Effekte in den äußeren Schichten der Sternatmosphären.
Diese Prozesse verursachen bei einigen Elementen, speziell bei Helium, Stickstoff und Sauerstoff, dass sie in tiefere Schichten der Sternatmosphären absinken, während andere Elemente wie Mangan, Strontium, Yttrium und Zirconium von den zentraleren Bereichen im Stern nach oben angehoben werden, was dann zu den besonderen stellaren Spektren führt.
Es wird angenommen, dass die Zentren dieser Sterne so wie der Großteil des restlichen Sterns auch, vollkommen normale Häufigkeiten der Elemente aufweisen. Die Häufigkeiten, welche auch die Gaswolken aufweisen, aus denen sie ursprünglich entstanden sind.
Damit diese Häufigkeitsverteilung und Schichtung durch die genannten Prozesse über längere Zeit hinweg stabil bleiben, müssen die Atmosphären dieser Sterne selbst stabil genug bleiben, damit keine Konvektion auftreten kann, welche wiederum die Durchmischung im Stern zu stark werden lassen würde, und hier könnte das ungewöhnlich starke Magnetfeld, das bei diesen Sterntypen beobachtet werden kann, die notwendige stabilisierende Rolle übernehmen.
Es existieren jedoch auch kühlere Sterne (vom Spektraltyp G oder später) mit chemischen Besonderheiten. Hier handelt es sich aber typischerweise nicht um Hauptreihensterne. Gewöhnlich werden diese Sterne dann durch ihren Klassennamen oder andere weitergehende Spezifikationen bezeichnet. Wenn von chemisch pekuliären Sternen ohne zusätzliche weitere Spezifikationen die Rede ist, handelt es sich eigentlich immer um die hier oben beschriebenen heißen Hauptreihensterne.
Viele der kühleren CP-Sterne sind das Ergebnis einer Mischung aus nuklearen Fusionsprodukten aus dem inneren Sternbereich und seiner Photosphäre; dies schließt sowohl die Kohlenstoffsterne wie auch die Sterne vom Spektraltyp S mit ein.
Andere sind das Ergebnis von Massentransfer bei engen Doppelsternsystemen; Beispiele hierfür sind die Bariumsterne und einige Sterne des Spektraltyps S.